# Les Secrets de l'immortel Nicolas Flamel : L'Alchimiste
Pour les articles homonymes, voir Alchimiste   (homonymie).
L'Alchimiste (The Alchemyst) est le premier tome de la série Les Secrets de l'immortel Nicolas Flamel. Il a été écrit par l'auteur irlandais Michael Scott en 2007, puis traduit par Frédérique Fraisse l'année suivante. Il a été publié en édition originale par la maison d'édition new-yorkaise Delacorte Press.
Les jumeaux Sophie et Josh Newman vivent une vie paisible a San Francisco. Et lorsqu'un homme étrange entre dans la librairie où travaille Josh, ils sont loin de s'imaginer à quel point leur vie va changer en compagnie du libraire et sa femme Nick et Perry Fleming.

## Résumé
Ce premier tome se déroule sur deux jours, le 31 mai et le 1er juin. L'année des évènements n'est pas précisée.  
Sophie et Josh Newman sont des jumeaux de 15 ans qui travaillent à leur emploi d'été à San Francisco (Sophie travaille à la Tasse de Café et Josh à la librairie de l'autre côté de la rue) quand un homme mystérieux, John Dee, entre dans la librairie pour un livre, le Codex - ou Livre d'Abraham le Juif. Josh voit Nick et Perry utiliser la magie. Il découvre que Nick n'est pas un libraire ordinaire, mais est l'alchimiste médiéval et légendaire, Nicolas Flamel, maintenu en vie grâce à un élixir de jouvence (un secret du Codex) pour lui et sa femme, Pernelle. Dee utilise également la magie et prend le Codex de force pendant que Josh le tient - ce qui fait que deux pages sont laissées pour compte (celles de l'Évocation Finale) dont Dee a besoin pour élever les Ténébreux, les êtres qu'il sert et qui l'ont gardé immortel pendant plusieurs centaines d'années. Les deux Flamel ont besoin du Codex pour produire l'élixir de jouvence, ou ils vieilliront rapidement et mourront dans un mois. De plus, s'ils ne récupèrent pas le Codex, Dee invoquera les Ténébreux pour détruire le monde et retourner à une époque où les humains ne seraient que des esclaves et de la nourriture.  
Flamel emmène rapidement Sophie et Josh dans une cachette pour obtenir l'aide de Scathach, une puissante Aîné de la Seconde Génération. Là, ils sont contraints de courir, menacés par des rats envoyés par Dee, qui sont contrecarrés par Flamel et Scathach. Pourchassé à nouveau presque immédiatement par des dizaines de milliers d'oiseaux, Flamel mène ensuite les jumeaux et Scathach pour obtenir l'aide de Hécate, une puissante Aîné à trois visages, qui peut éveiller le potentiel magique des jumeaux. Dee le découvre et fait appel à Bastet et au Morrigan. Le trio lance un assaut massif sur le royaume des ombres de Hécate, pour détruire Yggdrasill - l'Arbre Monde - qui est le cœur du pouvoir de Hécate.
Pendant que Yggdrasill est attaqué, Hécate réveille les capacités magiques de Sophie mais n'a pas le temps de réveiller Josh, car l'arbre a été incendié par Dee. Alors qu'elle se précipite pour défendre sa maison, Scathach, Flamel et les jumeaux tentent d'échapper au royaume des ombres. En s'échappant, ils rencontrent Dee et sont témoins de la puissance de l'ancienne épée Ice Elemental, Excalibur. Ils voient Dee transformer un sanglier en pure glace, puis briser la statue. Scathach remarque qu'elle pensait qu'Excalibur avait été perdu à la mort d'Artorius.
Les jumeaux, Scathach et Flamel s'échappent du royaume de l'ombre, peu de temps avant la destruction de Hécate, Yggdrasill et de tout le royaume des ombres. En s'échappant, Dee utilise Excalibur pour geler l'arbre, et Hécate, dont la vie et le pouvoir y sont liés, se transforme également en glace. Pendant ce temps, Dee est informé que Flamel et Scathach se sont échappés avec les jumeaux. Dans sa rage, il brise Yggdrasill, qui réduit Hécate en poussière, la tuant. Flamel, Scathach et les jumeaux voyagent chez la grand-mère de Scathach, la sorcière d'Endor (également appelée "la maîtresse de l'air"), qui enseigne rapidement à Sophie ses secrets magiques en donnant à la fille toutes ses connaissances ainsi que le pouvoir de l'air.
Pendant ce temps là, Dee a découvert qu'une prophétie dans le Codex parle de Sophie et Josh. Il essaye de convaincre Josh de le rejoindre tout en utilisant la nécromancie pour élever des milliers de cadavres pour attaquer les Ainés, Flamel et Sophie. Josh est presque d'accord, mais au dernier moment, il se rend compte qu'il perdra Sophie s'il suit le Magicien. Dee réveille tous les morts d'un cimetière voisin et ils commencent à les attaquer. Josh frappe Dee avec leur Hummer, distrayant le Magicien assez longtemps pour s'échapper avec Scathach, Sophie et Nicolas Flamel en utilisant un Nexus(un dispositif de téléportation où deux lignes d'énergie, lignes telluriques, se croisent) pour aller à Paris qui est la ville natale de Nicolas Flamel. Le livre se termine quand Dee les surprend.